# Canon divisionnaire de 107 mm M1940 (M-60)

## perforation
Le Canon divisionnaire de 107 mm M1940 (M-60)  était une pièce d'artillerie soviétique, développée à la fin des années 1930 afin de doter l'artillerie divisionnaire soviétique d'un puissant canon de campagne. Le canon est entré en production en 1940, mais peu de temps après le déclenchement de la guerre germano-soviétique, la production a cessé ; seul un nombre limité de pièces (141) a été construit.
| Tableau de pénétration d'armure |                            |                            |
| Projectile APBC B-420 |                            |                            |
| Distance (en mètre) | perforation à 60°, (en mm) | perforation à 90°, (en mm) |
| 100 | 111                        | 137                        |
| 300 | 108                        | 133                        |
| 500 | 106                        | 130                        |
| 1 000 | 99                         | 121                        |
| 1 500 | 92                         | 113                        |
| 2 000 | 86                         | 106                        |
| 3 000 | 75                         | 92                         |
| Ces données ont été obtenues grâce à la méthodologie soviétique de mesure de la pénétration du blindage (probabilité de pénétration 75 %). Ces données ne sont pas directement comparables aux données occidentales de même type. |                            |                            |